# أشلي بلمبتر
أشلي ميغان بلمبترAshleigh Megan Plumptre- هي لاعبة كرة قدم محترفة تلعب في مركز قلب الدفاع في نادي الاتحاد السعودي لكرة القدم، ومنتخب نيجيريا للسيدات، بلمبتر مواليد 8 مايو 1998م. وهي لاعبة دولية سابقة لمنتخب إنجلترا للشباب، وشاركت لأول مرة مع منتخب نيجيريا الأول في فبراير 2022م، ومثلت المنتخب النيجيري في كأس العالم 2023. 

## المسيرة الكروية

### مسيرة الشباب
ولدت بلمبتر في ليستر، ونشأت وتلقت تعليمها الابتدائي في ميلتون موبراي. بدأت لعب كرة القدم في سن مبكرة ،عندما انضمت إلى نادي Asfordby Amateurs وهي في الرابعة من عمرها. وعندما بلغت الثامنة من عمرها، انضمت إلى مركز ليستر سيتي للتميز، وقضت سبع سنوات مع النادي تلعب من مستوى تحت 10 سنوات إلى مستوى تحت 15 سنة. ثمغادرت ليستر للانضمام إلى فريق برمنغهام سيتي تحت 17 عامًا في عام 2013م حيث أتيحت لها أيضًا الفرصة للتدريب مع فريق WSL 1 الأول. وفي عام 2014م، انضمت بلمبتر إلى مركز التميز التابع لنادي ديربي كاونتي في الدوري الإنجليزي الممتاز للسيدات من الدرجة الثالثة، لفترة وجيزة. 

### نوتس كاونتي
انضمت بلمبتر إلى نادي نوتس كاونتي في دوري WSL 1 في عام 2014م. وشاركت لأول مرة مع الفريق الأول في 24 أغسطس 2014م، كبديلة في الدقيقة 57 لكيتلين فريند في مباراة انتهت بهزيمة فريقها 1-0 أمام ليفربول.  وبذلك أصبحت أصغر لاعبة تظهر لأول مرة مع فريق نوتس كاونتي، حيث كان عمرها حينذاك 16 عامًا و108 يومًا.  بدأت بلمبتر مباراتها الأولى في مباراة انتهت بالتعادل 1–1 في دوري السوبر للسيدات أمام مانشستر سيتي في 3 سبتمبر.  وبعد أربعة أيام ظهرت كبديلة في بداية الوقت الإضافي من المباراة التي انتهت بهزيمة فريقها، وذلك في نصف نهائي كأس الرابطة أمام آرسنال. 
في 1 أغسطس 2015م، كانت بلمبتر في قائمة البدلاء للفريق في نهائي كأس الاتحاد الإنجليزي للسيدات 2015م ، وهو الأول الذي أقيم على ملعب ويمبلي.  سجلت بلمبترهدفها الأول والوحيد لصالح نوتس كاونتي في 30 أغسطس 2015م، عندما فاز فريقها 5-0 على أرضه أمام يوفيل تاون من الدرجة الثانية، وذلك في مرحلة المجموعات بكأس الدوري.   وقد وصل فريق نوتس كاونتي أيضًا إلى نهائي كأس الرابطة في عام 2015م، وخسر أمام آرسنال 3-0 وكانت بلمبتر وقتها بديل ولم تشارك في نهائي الكأس الثاني على التوالي. 

### تروجانس يو أس سي
في عام 2016م، انتقلت بلمبتر إلى الولايات المتحدة للعب كرة القدم الجامعية في جامعة جنوب كاليفورنيا. كمبتدئة، شاركت في 17 مباراة كلاعبة بديلة في خط الوسط لفريق تروجانس يو أس سي بما في ذلك كل جولة من تصفيات NCAA. كما لعبت بلومبتر 27 دقيقة من نهائي كأس الكلية حيث تغلبت جامعة جنوب كاليفورنيا على وست فرجينيا بنتيجة 3-1 لتحصد البطولة الوطنية الثانية في تاريخ البرنامج.   سجلت بلمبترهدفها الجامعي الأول في 22 أكتوبر 2017م، وكان هدف الفوز في المباراة التي انتهت بفوز فريقها 2-1 على ولاية واشنطن. ، انتقلت بلمبتر إلى اللعب في مركز قلب الدفاع وبدأت جميع مباريات USC الـ23 خلال الموسم، والتي تضمنت مسيرة ما بعد الموسم إلى ربع نهائي بطولة NCAA. وقد تم الاعتراف بأدائها بشكل فردي من خلال حصولها على لقب الفريق الأول All-Pacific ولقب الفريق الثاني All-Pac-12 في عام 2019م.  تخصصت بلمبتر في علم الأحياء البشري، وحققت نجاحًا أكاديميًا جعلها تحصل على اعتراف أكاديمي من Pac-12 في عامي 2017م و2018م. وقد تم ترشيحها أيضًا لفريق CoSIDA Academic All-District الثاني لعام 2018م، وفريق United Soccer Coaches Scholar All-America الثاني لعام 2019م. 

### LA Galaxy OC
في مارس 2019م، وقعت بلمبتر للعب في UWS مع LA Galaxy OC خلال فترة ما بين المواسم الجامعية.  واحتل فريها المركز الثاني في المؤتمر الغربي خلف كالجاري فوت هيلز خلال الموسم العادي قبل أن يعود الفريق ويفوز في نهائي البطولة ضد نفس المنافس. 

### ليستر سيتي
في ديسمبر 2019م، اختارت بلمبتر التنازل عن مسودة الكلية NWSL 2020 بعد التخرج من الكلية على الرغم من توقع اختيارها في الجولة الأولى المتأخرة أو الجولة الثانية المبكرة  وبدلاً من ذلك عادت إلى إنجلترا، وانضمت إلى نادي ليستر سيتي مسقط رأسها في بطولة الاتحاد الإنجليزي للسيدات. وورد أن الثعالب تغلبوا أيضًا على منافسي رابطة كرة القدم للسيدات للحصول على توقيعها.  شاركت بلمبتر لأول مرة مع ليستر سيتي في 19 يناير 2020م، وقدمت تمريرة حاسمة لهدف إيلا روثرفورد في الفوز على كريستال بالاس بنتيجة 3-1.  كان موسم بلمبتر الأول مع ليستر محدودًا بثلاث مباريات في الدوري حيث تم تقليص الموسم نتيجة لوباء فيروس كورونا. وقد حصل ليستر وقتها على المركز السادس على أساس مجموع النقاط لكل مباراة.  
قبل بداية موسم 2020–21 ، استحوذ نادي كينج باور على فريق ليستر سيتي للسيدات بعد أن كان في السابق ناديًا مستقلاً له انتماء رسمي إلى ليستر سيتي.  وأصبح النادي محترفًا بالكامل لأول مرة في هذه العملية.  في 4 أبريل 2021م، حصد ليستر سيتي لقب الدوري بفوزه 2-0 على فريق لندن سيتي ليونيسز، وهو انتصاره الثاني عشر على التوالي في الدوري منذ هزيمته 4-1 على يد نفس الفريق في 1 نوفمبر 2020م. وقد أدت هذه النتيجة إلى صعود ليستر لأول مرة على الإطلاق إلى دوري الدرجة الأولى الإنجليزي للسيدات.  وعلى الرغم من مرحلة الانتقالات الصيفية الهامة لجذب مواهب الدوري الإنجليزي الممتاز للسيدات في محاولة الفريق للترقية، إلا أن بلمبتر ظلت شخصية رئيسية ولعبت في جميع المباريات باستثناء مباراة واحدة خلال فوز اللقب، بالإضافة إلى جميع مباريات كأس الدوري الأربع حيث وصل ليستر إلى مرحلة خروج المغلوب لأول مرة قبل الهزيمة في الدور نصف النهائي. 
غادرت بلمبتر ليستر سيتي بعد انتهاء عقدها في يوليو 2023م. 

### الاتحاد
في 13 سبتمبر 2023م، وقعت بلمبتر مع نادي الاتحاد السعودي لكرة القدم. 

## المسيرة الدولية

### انجلترا
مثلت بلامبتر إنجلترا في فئات تحت 15 عامًا، وتحت 17 عامًا، وتحت 19 عامًا  وتحت 23 عامًا بما في ذلك في بطولتين: بطولة الاتحاد الأوروبي لكرة القدم للسيدات تحت 17 عامًا 2014 و2015م.  تلعب بلمبتر بشكل أساسي كلاعبة خط وسط مهاجمة على مستوى الشباب، وسجلت هدفين خلال الفوز 9-0 على مولدوفا في الجولة التأهيلية لبطولة أوروبا للسيدات تحت 17 سنة 2015.  وفي عام 2016م، كانت بلمبتر البالغة من العمر 17 عامًا هي أصغر لاعبة تم اختيارها لفريق تحت 23 عامًا في بطولة لا مانجا 2016م.  وشاركت بلمبتر في 30 مباراة على مستوى الشباب، وسجلت 10 أهداف.  

### نيجيريا
بعد أن أعربت سابقًا عن اهتمامها بتمثيل نيجيريا على المستوى الأول في يونيو 2021م،  تلقت بلمبتر أول استدعاء لها لمعسكر تدريبي لمدة ثمانية أيام أقيم في النمسا في الشهر التالي. وهي مؤهلة للعب لصالح نيجيريا من خلال جدها لأبيها، وهو يوروبا من لاغوس .   وشاركت بلمبتر لأول مرة بشكل غير رسمي في 23 يوليو 2021م، حيث كانت البداية في مباراة ودية انتهت بفوز المنتخب السلوفيني 1–0.   في نوفمبر 2021م، حضرت بلمبتر معسكرًا تدريبيًا في نيجيريا. وفي أواخر ديسمبر 2021م، حصلت على موافقة رسمية من الاتحاد الدولي لكرة القدم لتمثيل نيجيريا.   وشاركت مع المنتخب النيجيري لأول مرة رسميًا في 18 فبراير 2022م، حيث شاركت في الفوز 2-0 على منتخب ساحل العاج، وذلك خلال تصفيات كأس الأمم الأفريقية للسيدات 2022م. 
في 16 يونيو 2023م، تم ضمها إلى تشكلية المنتخب النيجيري المكونة من 23 لاعبة لكأس العالم للسيدات 2023م.  شاركت بلمبتر في جميع المباريات الأربع، وساعدت نيجيريا على الحفاظ على نظافة شباكها في ثلاث مباريات، حيث وصل الفريق إلى دور الستة عشر قبل أن يتم إقصاؤه على يد منتخب إنجلترا بركلات الترجيح، وذلك بعد التعادل بين المنتخبين 0-0. 

## الحياة الشخصية
وُلِد جد بلمبتر لأبيها في نيجيريا.   نشأت بلمبتر وهي تشجع ليستر سيتي، وحضرت التتويج عندما فاز فريق الرجال بلقب الدوري الإنجليزي الممتاز 2015-2016م. 

## إحصائيات المهنة

### نادي
{{آخر تحديث|22 نوفمبر 2024م
| النادي                | الموسم                | الدوري                         | الدوري    | الدوري  | الكأس الوطني | الكأس الوطني | كأس الدوري | كأس الدوري | المجموع   | المجموع |
| النادي                | الموسم                | القسم                          | المشاركات | الأهداف | المشاركات    | الأهداف      | المشاركات  | الأهداف    | المشاركات | الأهداف |
| --------------------- | --------------------- | ------------------------------ | --------- | ------- | ------------ | ------------ | ---------- | ---------- | --------- | ------- |
| نوتس كاونتي           | 2014                  | الدوري النسائي الأول           | 2         | 0       | 0            | 0            | 1          | 0          | 3         | 0       |
| نوتس كاونتي           | 2015                  | الدوري النسائي الأول           | 2         | 0       | 0            | 0            | 5          | 1          | 7         | 1       |
| نوتس كاونتي           | المجموع               | المجموع                        | 4         | 0       | 0            | 0            | 6          | 1          | 10        | 1       |
| ليستر سيتي            | 2019–20               | بطولة                          | 3         | 0       | 2            | 0            | 0          | 0          | 5         | 0       |
| ليستر سيتي            | 2020–21               | بطولة                          | 19        | 1       | 3            | 0            | 4          | 0          | 26        | 1       |
| ليستر سيتي            | 2021–22               | دبليو إس أل                    | 20        | 1       | 2            | 0            | 3          | 1          | 25        | 2       |
| ليستر سيتي            | 2022–23               | دبليو إس أل                    | 20        | 1       | 1            | 0            | 3          | 0          | 24        | 1       |
| ليستر سيتي            | المجموع               | المجموع                        | 62        | 3       | 8            | 0            | 10         | 1          | 80        | 4       |
| نادي الاتحاد          | 2023–24               | الدوري السعودي الممتاز للسيدات | 12        | 8       | 2            | 1            | 0          | 0          | 14        | 9       |
| نادي الاتحاد          | 2024-25               | الدوري السعودي الممتاز للسيدات | 3         | 0       | 1            | 1            | 0          | 0          | 4         | 1       |
|                       | المجموع               | المجموع                        | 15        | 8       | 3            | 2            | 10         | 1          | 18        | 10      |
| مجموع المسيرة المهنية | مجموع المسيرة المهنية | مجموع المسيرة المهنية          | 81        | 11      | 11           | 1            | 16         | 2          | 108       | 15      |

1. يتضمن الظهور في مباراة كأس الاتحاد الإنجليزي للسيدات 2019–20 التي لم تُلعب حتى موسم 2020–21
2. ^ يتضمن الظهور في مباراة كأس الاتحاد الإنجليزي للسيدات 2020–21 التي لم تُلعب حتى موسم 2021–22

### دولي
إحصائيات دقيقة اعتبارًا من المباراة التي لعبت في 30 نوفمبر 2024.
| سنة     | نيجيريا   | نيجيريا |
| سنة     | المشاركات | الأهداف |
| ------- | --------- | ------- |
| 2022    | 9         | 0       |
| 2023    | 6         | 0       |
| 2024    | 3         | 0       |
| المجموع | 18        | 0       |

## الأوسمة
نوتس كاونتي
- وصيف كأس الاتحاد الإنجليزي للسيدات: 2015م
- وصيف كأس رابطة السيدات الإنجليزية لكرة القدم: 2015م

تراجونس يو أس سي
- بطولة كرة القدم النسائية للقسم الأول من NCA: 2016

LA Galaxy OC
- بطولة UWS 2019

ليستر سيتي
- بطولة الاتحاد الإنجليزي لكرة القدم للسيدات: 2020–21

## روابط خارجية
- أشلي بلمبتر في موقع كرة القدم العالمية.نت

1. ↑  Includes appearance in 2019–20 Women's FA Cup fixture that wasn't played until 2020–21 season
2. ↑  Includes appearance in 2020–21 Women's FA Cup fixture that wasn't played until 2021–22 season